# Potatispress

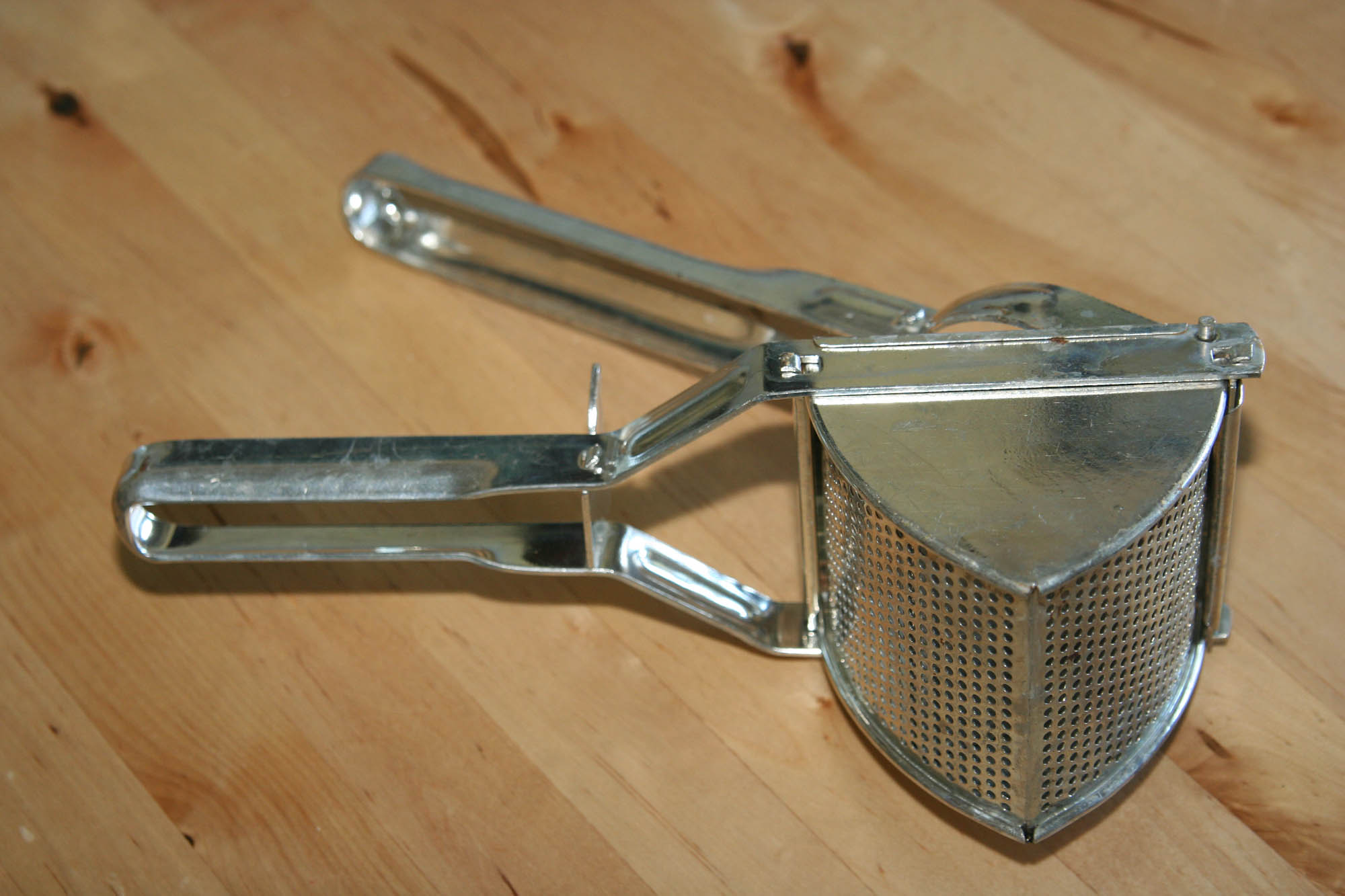
Potatispress

En potatispress ibland även kallad purépress är ett köksredskap avsett för mosning av mat, främst kokt potatis och rotsaker. På samma sätt som i en vitlökspress pressas grönsakerna genom många små hål. Resultatet blir luftigt och grynigt. Pressad potatis serveras ibland som den är, men är också en grund till potatismos. Potatismos gjort med potatispress blir jämnare i konsistensen än mos som gjorts med potatisstöt.